# Gustav Sorge
Gustav Hermann Sorge, född 24 april 1911 i Reisen, Provinsen Schlesien, död 1978 i Rheinbach, Nordrhein-Westfalen, var en tysk SS-Hauptscharführer och dömd krigsförbrytare.

## Biografi
I oktober 1934 ingick Sorge i koncentrationslägret Esterwegens vaktmanskap. Två år senare genomgick han utbildning vid NS-Ordensburg Vogelsang, belägen i Nationalpark Eifel, och vid Sicherheitspolizeis ledarskapsskola i Charlottenburg. I juni 1938 kommenderades han till Sachsenhausen som Blockführer. Inom kort utnämndes han där till ställföreträdande Rapportführer och arbetstjänstledare. I denna roll begick han ett flertal mord på interner. År 1942 utsågs han till Lagerführer i Lichterfelde, ett av Sachsenhausens satellitläger. 
I januari 1943 togs koncentrationslägret Herzogenbusch i bruk och Sorge organiserade där arbetslaget. Senare samma år kom han att ingå i staben hos Friedrich Jeckeln, som var Högre SS- och polischef i Ostland. Sorges uppgift var att leda arbetslägret i Riga-Spilve, ett satellitläger till Riga-Kaiserwald. Året därpå, 1944, hade han samma post i arbetslägret i Dondangen. När Röda armén avancerade västerut, beordrades han att leda evakueringen av lägret till det i Polen belägna Stutthof. Under andra världskrigets sista månader förestod han en fångenhet som reparerade järnvägar, vilka hade utsatts för bombangrepp. Vid ett luftangrepp blev Sorge sårad och greps senare av amerikanska soldater på ett lasarett i Regensburg den 28 april 1945. I slutet av sommaren samma år rymde han ur ett läger men greps påföljande år av brittisk militärpolis och överlämnades till sovjetisk militärpolis.
I oktober 1947 ställdes Sorge inför rätta vid Sachsenhausenrättegången, som hölls i Pankow i den sovjetiska ockupationszonen. Tillsammans med bland andra Anton Kaindl, Heinz Baumkötter, August Höhn, Michael Körner och Kurt Eccarius åtalades han för mord på mer än 18 000 sovjetiska interner i Sachsenhausen. Sorge dömdes till livstids fängelse att avtjänas i ett läger i Vorkuta.
År 1956 repatrierades Sorge till Västtyskland, där han ställdes inför rätta inför Schwurgericht Bonn. Sorge dömdes i februari 1959 till livstids fängelse för 67 egenhändigt begångna mord, bland annat på Leon Sternbach, professor i klassisk filologi vid Jagellonska universitetet. Sorge internerades i Justizvollzugsanstalt Rheinbach, där han avled år 1978.